# 鄭恭 (嘉靖己丑進士)
鄭恭（1485年—？），字子安，號東屏，直隸徽州府績溪縣人，民籍，明朝政治人物。

## 生平
正德八年（1513年）癸酉科應天鄉試第五十四名舉人，嘉靖八年（1529年）中式己丑科會試第一百六十名，三甲第二百一十二名進士。授黃巖縣知縣，歷官南京户部主事，升员外郎、郎中，出为平乐知府，丁憂歸。复除萊州府知府，调大理府，考察致仕。

## 家族
曾祖鄭清；祖父鄭明德；父鄭文佐，母程氏。